# Delta Force 2: The Colombian Connection
Delta Force 2: The Colombian Connection (no Brasil: Comando Delta 2 - Conexão Colômbia; em Portugal: Força Delta 2) é um filme americano de 1990 estrelado por Chuck Norris e dirigido por seu irmão Aaron Norris. É a sequência do filme The Delta Force (1986), também estrelado por Norris como o Major Scott McCoy. Neste filme, McCoy conduz sua equipe delta para salvar o povo do fictício país sul-americano de San Carlos, e o mais importante, o povo da América das drogas.

## Sinopse
O traficante colombiano Ramon Cota (Billy Drago), o chefão de droga mais rico do mundo, controla a indústria da cocaína com punhos de ferro. Suas drogas derramam constantemente na América, corrompendo a juventude do país e causando uma briga entre o D.E.A e San Carlos, país de origem de Cota.
O prólogo do filme se passa durante o carnaval no Rio de Janeiro, com uma força-tarefa secreta liderada por vários agentes da D.E.A onde realizam a vigilância em uma festa privada que Cota está participando, porém, a equipe de vigilância é emboscado por matadores de aluguel de Cota e brutalmente são executados.
Após Cota capturar três agentes da D.E.A, McCoy leva o Comando Delta para resgatar os reféns em San Carlos, acabar com a tirania de Cota e limpar a América de suas drogas.

## Elenco
- Chuck Norris - Coronel Scott McCoy
- Billy Drago - Ramon Cota
- John P. Ryan - General Taylor
- Richard Jaeckel - Agente John Page
- Paul Perri - Major Bobby Chavez
- Begoña Plaza - Quiquina Esquintla
- Héctor Mercado - Miguel
- Mark Margolis - General Olmedo
- Mike Reynolds - Juiz

## Produção
Embora o filme seja ambientado principalmente na América do Sul, e a maioria das cenas passadas no país sul-americano fictício de San Carlos foram filmadas em Tagaytay City, nas Filipinas. Isso explica a visibilidade do vulcão Taal em algumas cenas.